# مودو چانیو

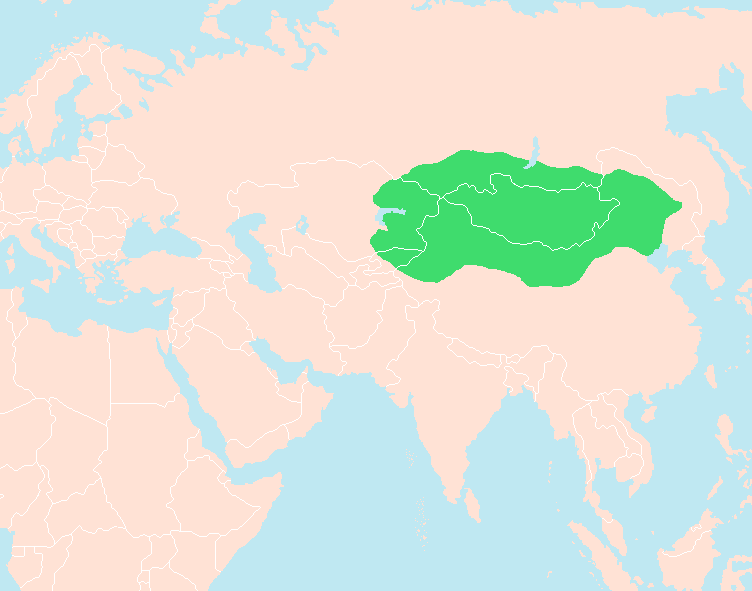
دامنه و نفوذ امپراتوری شیونگ نو در مغولستان تحت فرمانروایی اغوزخان در آغاز حکومتش.

مودو چانیو یا مودون (به چینی: 冒頓單于)(۲۳۴ پیش از میلاد - ۱۷۴ پیش از میلاد) بنیادگذار امپراتوری شیونگ‌نو در سال ۲۰۹ پیش از میلاد بود.

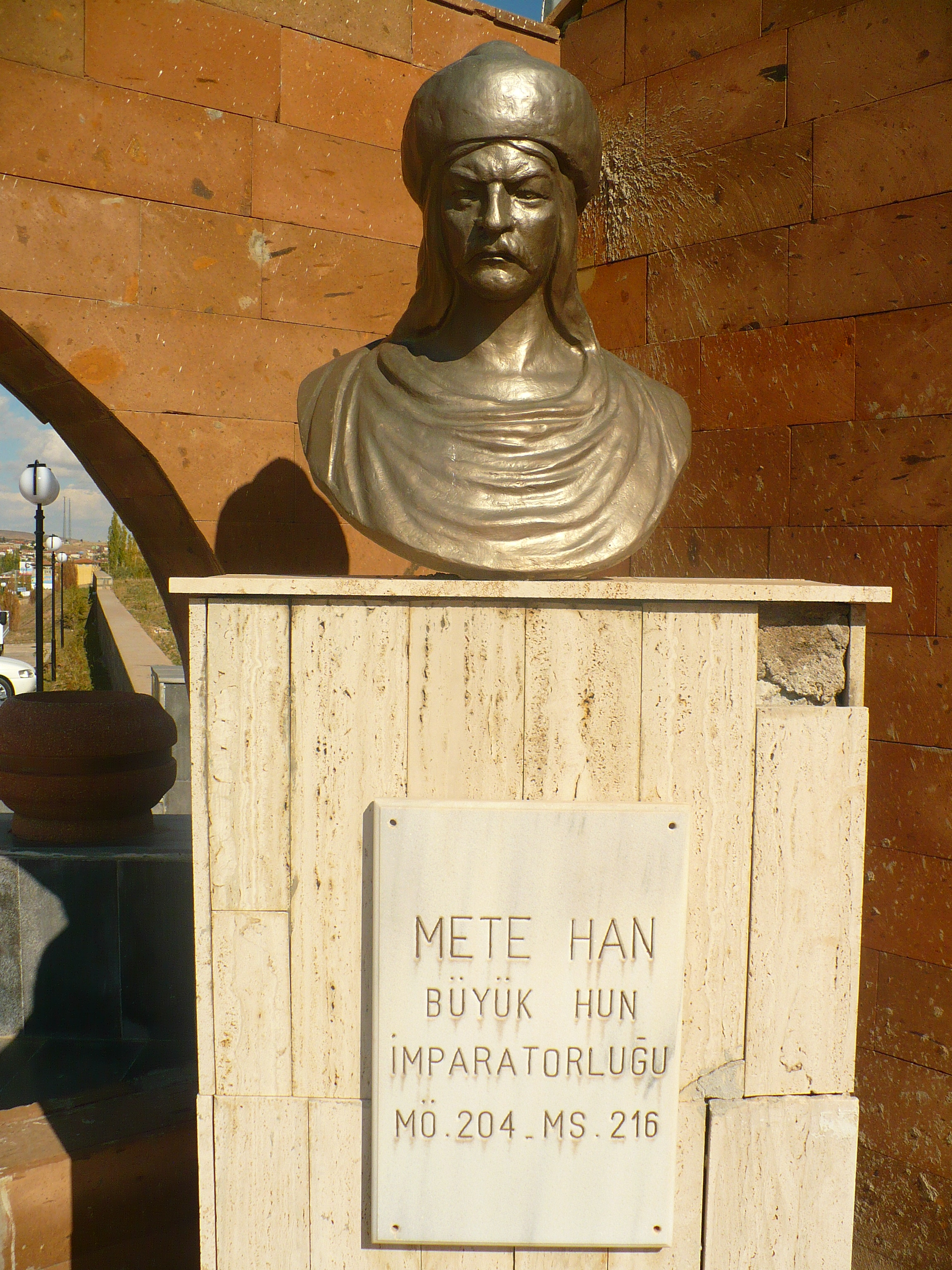
تندیس مته خان در قیصریه، ترکیه، در زبان های ترکی مودو چانیو به مته خان (mete han در ترکی استانبولی) معروف است.

وی پس از اینکه پدرش را در سال ۲۰۹ پیش از میلاد به قتل رساند، امپراتوری شیونگ نو را در مغولستان امروزی بنیان نهاد. وی از سال ۲۰۹ تا ۱۷۴ پیش از میلاد بر قلمرو خودش فرمانروایی کرد.

## کشتن پدر و پادشاهی

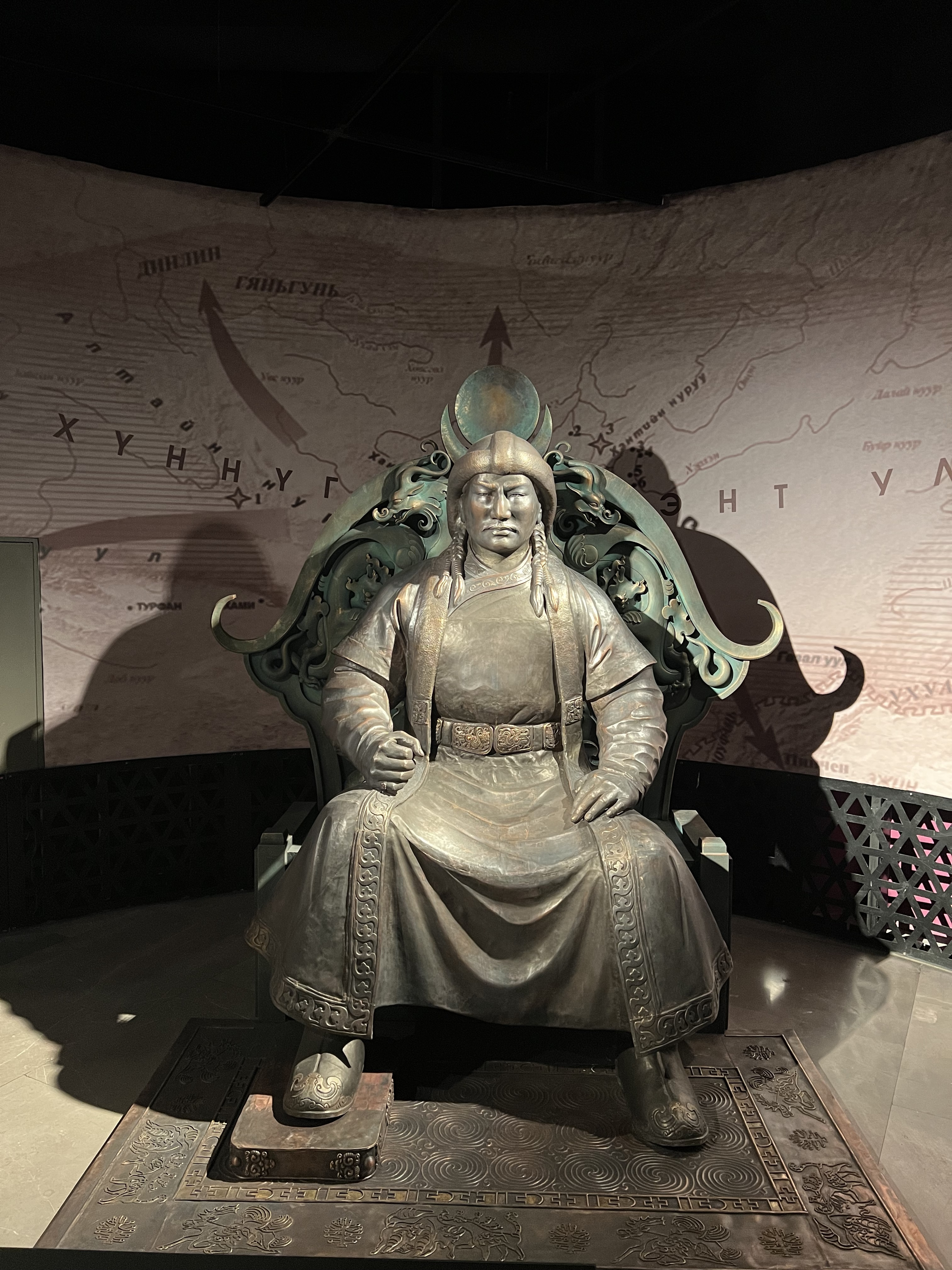
مجسمه مودو چانیو، موزه ملی چنگیز خان، اولان باتور.

بر پایه کتاب سیما چیان، مودو یک کودک با استعداد بود ولی پدرش تومان می‌خواست یکی از فرزندان یکی دیگر از همسرانش را به موفقیت برساند. برای نابودی مودو، پدر وی را به عنوان گروگان به یوئه‌جی فرستاد و سپس به یوئه جی حمله کرد به امید آنکه آنان مودو را به عنوان مجازات بکشند. مودو توانست از این سرنوشت بگریزد و با دزدیدن یک اسب سریع به شیونگ نو(هسیونگ نو) بازگردد. جایی که وی به عنوان یک قهرمان به آن بازگشت. به پاداش این عمل بی باکانه، پدرش وی را به فرماندهی ده هزار سوار گمارد.
به دلیل نامداری‌اش که از بی‌باکی به‌دست آمده بود، وی اقدام به جمع‌آوری یکسری از سپاهیان بسیار وفادار به خود کرد. برای اطمینان از وفاداری آنان، وی دستور داد که آنان به سوی اسب مورد علاقه مودو تیراندازی کنند و کسانی که سرباز زدند اعدام شدند. سپس دستور داد به سوی یکی از همسران مورد علاقه‌اش تیر بیندازند و دوباره کسانی که تردید از خود نشان دادند اعدام شدند. در پایان زمانی که وی از وفاداری باقی‌مانده نیروهای خود مطمئن شد دستور داد پدرش را تیرباران کنند، اینبار هیچ‌یک از سربازان تردیدی از خود نشان ندادند و به این ترتیب وی پدر خود را به قتل رساند و خود را شانیوی شیونگ نو نامید.